# Heinrich von Knobelsdorff
Heinrich Ludwig Georg von Knobelsdorff (né le 18 décembre 1775 à Wuthenow, arrondissement de Soldin (de) et mort le 11 septembre 1826 à Berlin) est un général de division prussien et inspecteur de la cavalerie de la Garde.

## Biographie

### Origine
Ses parents étaient Friedrich Wilhelm von Knobelsdorff (1744-1813) et sa femme Amalie Luise, née von Schmiedeberg (1746-1796) de la branche de Zeinicke.

### Carrière militaire
Knobelsdorff est élevé dans la ferme de ses parents et rejoint le 1er régiment de dragons « von Wylich und Lottum (de) de l'armée prussienne en tant que caporal en 1790. Il y devient enseigne le 4 mai 1792 et participe à la bataille de Valmy, aux batailles de Stromberg, Kettrichhof et aux batailles de Pirmasens et Kaiserslautern et aux sièges de Verdun et Landau lors de la guerre de la première coalition. Au cours de cette période, il devint sous-lieutenant le 19 décembre 1793.
Après la guerre, Knobelsdorff est transféré le 17 juillet 1798 au régiment des Gardes du Corps, où il est promu Premier lieutenant et adjudant régimentaire le 8 juillet 1799. Le 2 février 1803, il devient capitaine d'état-major et, à l'approche de la guerre de la Quatrième Coalition, le 20 septembre 1806, il devient Rittmeister et commandant de compagnie. Pendant la guerre, il combat à la bataille d'Iéna. Après la guerre, il est promu au rang de major.
Dans les guerres suivantes, il combat dans les batailles de Lützen, Bautzen, Haynau, Leipzig, Brienne et Arcis-sur-Aube. Le 19 mai 1813, Knobelsdorff reçoit la croix de fer de 2e classe pour Lützen et pour Arcis-sur-Aube l'ordre de l'Épée de 3e classe et l'ordre de Saint-Vladimir de 2e classe. Le 18 juin 1813, il est nommé commandant des Garde du Corps et à ce poste promu le 11 août 1813 lieutenant-colonel. Le 14 janvier 1814, il est promu colonel. Le 26 janvier 1815, il reçoit la croix de chevalier de l'ordre de Léopold.
Après la guerre, Knobelsdorff devient commandant de la 1re brigade de cavalerie de la Garde le 11 avril 1815. Lors de l'inspection du printemps 1816, il reçoit l'ordre de l'Aigle rouge de 3e classe le 22 mai 1816. Le 22 décembre 1816, il est chargé d'assurer les affaires en tant que chef de brigade du corps et des grenadiers de la Garde avec une indemnité de 1200 thalers. Le 30 mars 1817, Knobelsdorff est promu major général par brevet du 9 avril 1817. Le 1er mai 1820, il est nommé inspecteur de la cavalerie de la Garde. Le 18 janvier 1821, il reçoit à cet effet l'ordre de l'Aigle rouge de 2e classe avec feuilles de chêne.
Il est mort d'épuisement le 11 septembre 1826 à Berlin et est enterré le 13 septembre 1826 au cimetière de garnison. En 1855, il est transféré au cimetière de Dyrotz, où il est enterré à côté de sa fille.

### Famille
Knobelsdorff se marie le 16 novembre 1802 à Potsdam avec Friederike von Rauch (1783-1810), fille du général de division Bonaventura von Rauch et de sa femme Johanna, née Bandel. Friederike von Rauch est la sœur du ministre prussien de la guerre et général d'infanterie Gustav von Rauch, et des généraux prussiens Leopold (de) et Friedrich Wilhelm von Rauch. Sa sœurs est Charlotte von Bismarck, née von Rauch, mariée au président du district de Magdebourg et citoyen d'honneur de Magdebourg (de), Levin Friedrich von Bismarck (de).
Le couple a deux filles :
- Cäcilie (1803–1825) mariée en 1823 en tant que seconde épouse d'August von Hobe (de) (1791–1867), administrateur de l'arrondissement d'Havelland-de-l'Est (de) August von Hobe (de), Rittmeister  (marié en 1815 avec Johanne August Caroline Christiane von Beyer (de) (morte en 1821), ensuite marié en 1832 avec Marie Luise du Titre (morte en 1873))[1]
- Louise Friederike (1810–1811)